# ستيفن بيتر ليويلين
ستيفن بيتر ليويلين (بالإنجليزية: Stephen Peter Llewellyn)‏ هو صحفي ومؤرخ نيوزيلندي، ولد في 18 يوليو 1913، وتوفي في 14 نوفمبر 1960.